# Narros de Matalayegua
Narros de Matalayegua ist eine westspanische Kleinstadt und eine Gemeinde (municipio) mit 198 Einwohnern (Stand: 2024) in der Provinz Salamanca in der Region Kastilien und León. Neben dem Hauptort Narros de Matalayegua gehören zur Gemeinde die Ortschaften Peralejos de Solís, Íñigo, Cortos de la Sierra, Sanchogómez, Herreros, Peña de Cabra, Terrones und Castroverde sowie die Wüstungen Garcigalindo und Malpartida.

## Lage und Klima
Die ca. 990 m hoch gelegene Gemeinde Narros de Matalayegua befindet sich im Süden der altkastilischen Hochebene (meseta). 
Die Stadt Salamanca ist knapp 42 Kilometer in nordöstlicher Richtung entfernt. Das Klima im Winter ist durchaus kühl; die geringen Niederschlagsmengen (591 mm/Jahr) fallen – mit Ausnahme der nahezu regenlosen Sommermonate – verteilt übers ganze Jahr.

## Bevölkerungsentwicklung
| Jahr      | 1970 | 1981 | 1991 | 2001 | 2011 | 2021 |
| Einwohner | 642  | 433  | 426  | 351  | 281  | 210  |

Das kontinuierliche Bevölkerungswachstum der Gemeinde basiert im Wesentlichen auf dem Zuzug der durch die Mechanisierung der Landwirtschaft und der Aufgabe bäuerlicher Kleinbetriebe arbeitslos gewordenen Landbevölkerung (Landflucht), die günstigen Wohnraum nahe der Großstadt Salamanca suchte.

## Sehenswürdigkeiten
- Kirche Mariä Lichtmess (Iglesia de la Purificación)
- Uhrenturm

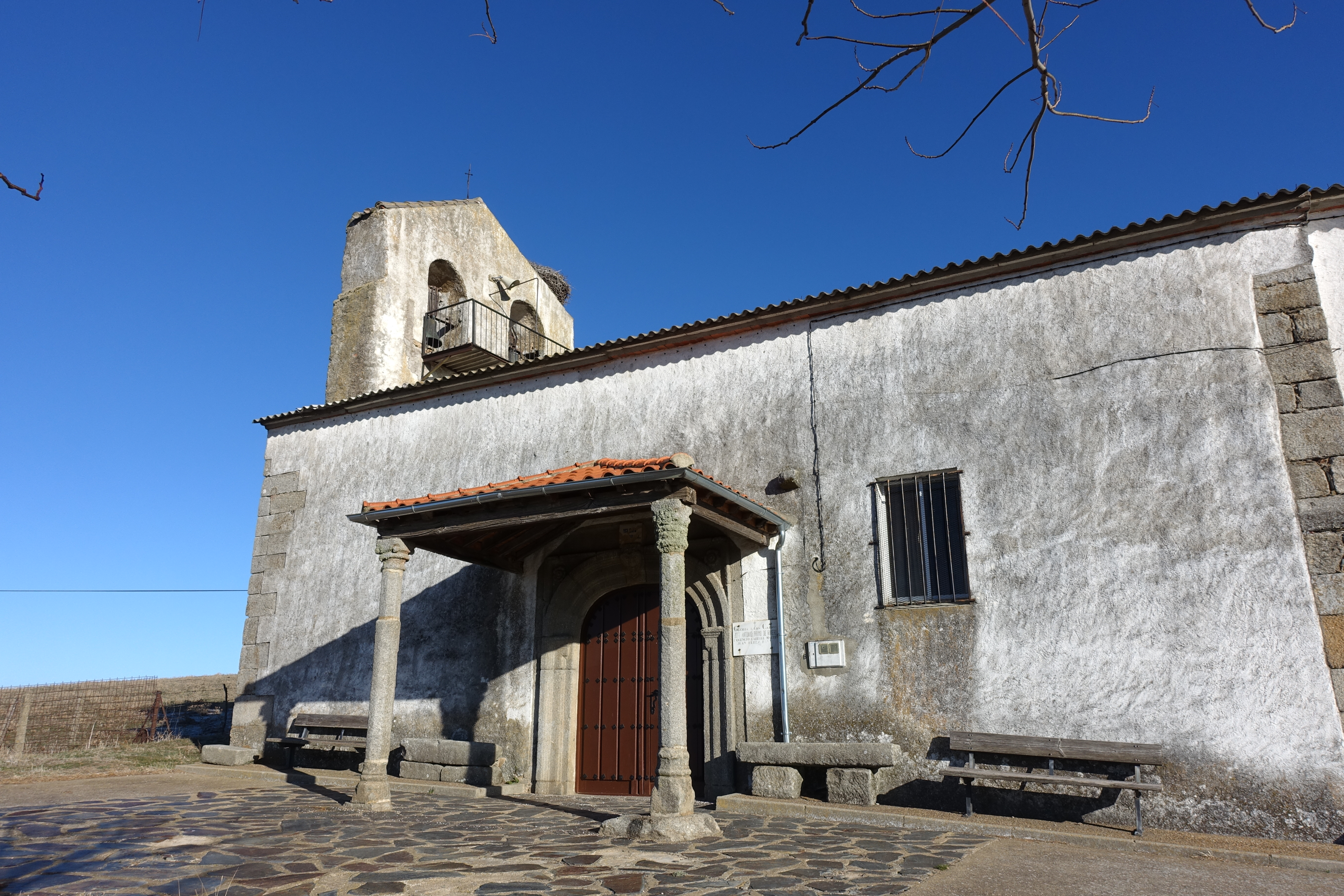
Kirche Mariä Lichtmess
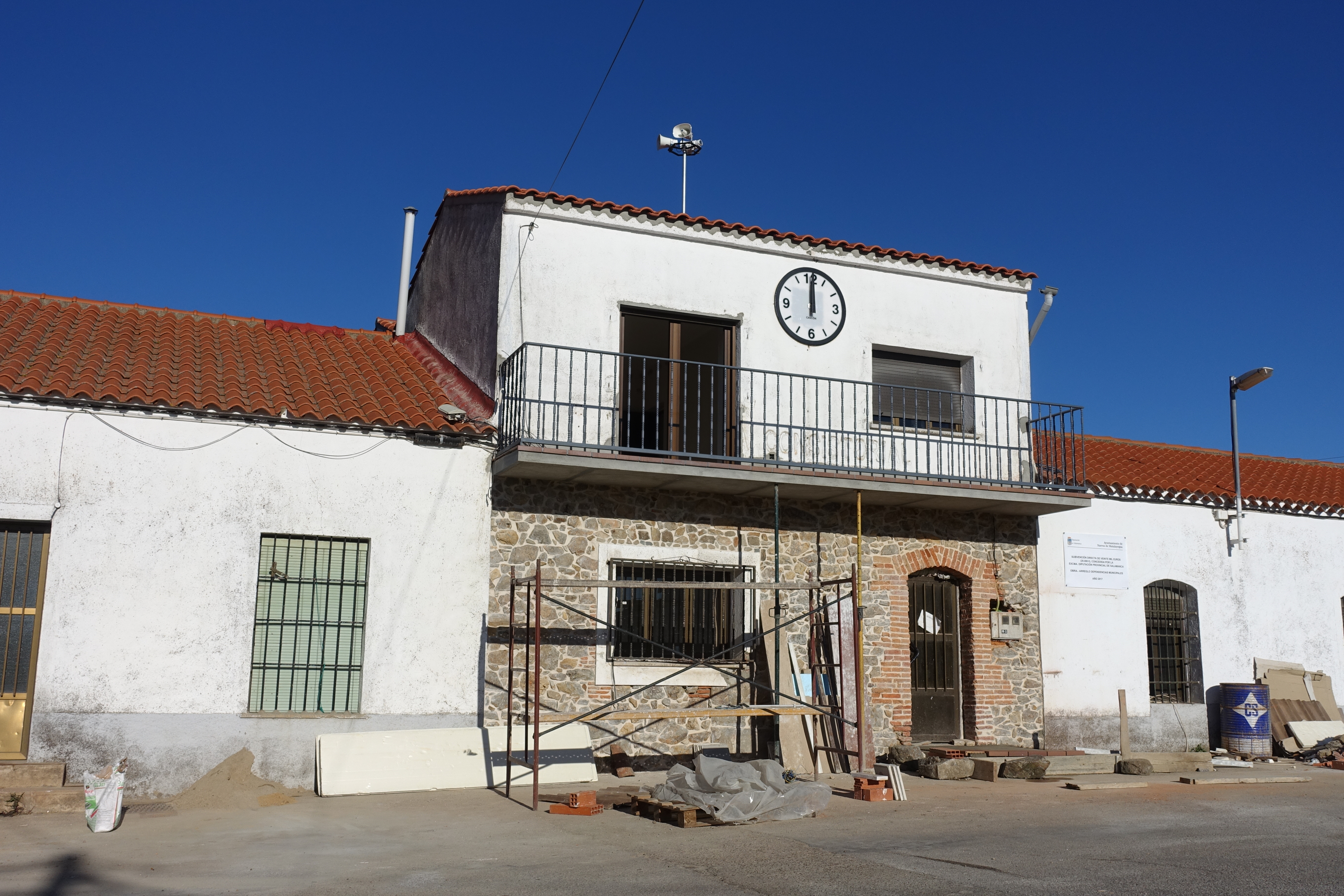
Rathaus